# Flash Boys: Высокочастотная революция на Уолл-стрит
Flash Boys: Высокочастотная революция на Уолл-стрит — нон-фикшн бестселлер американского писателя и журналиста Майкла Льюиса, изданный W. W. Norton & Company в марте 2014 года. В книге описан рост популярности высокочастотного трейдинга на рынке ценных бумаг США.
Льюис утверждает, что «рынок ценных бумаг США — манипулируемый рынок», и манипулируют им высокочастотные трейдеры, используя опережающие сделки и алгоритмическую торговлю.
В первую же неделю после выхода книги 1 апреля 2014 года было продано 130 000 экземпляров, а ФБР начало расследование высокочастотного трейдинга.
Flash Boys возглавляла список бестселлеров The New York Times на протяжении четырёх недель подряд.

## Краткое содержание
Автор фокусируется на историях нескольких человек, включая Сергея Алейникова, бывшего программиста Goldman Sachs, уволившегося из банка летом 2009 года и обвинённого в краже его компьютерного кода; а также Брэда Кацуяма (англ. Brad Katsuyama), основателя The Investors' Exchange (IEX).
Flash Boys начинается с описания строительства Spread Networks — тайной прокладки кабеля на 827 миль от Чикаго до Нью-Джерси, который ускорял передачу данных с 17 до 13 миллисекунд.
Скорость передачи данных — основная тема книги: чем выше скорость, тем выгодней сделка. Майкл Льюис утверждает, что доступ к этому волоконно-оптическому кабелю, также как и к другим технологиям, даёт возможность крупным банкам Уолл-стрит ещё больше контролировать рынок ценных бумаг. Чтобы устранить это препятствие, Кацуяма собрал команду, создавшую новую биржу — IEX, чтобы сделать условия торговли более справедливыми.
Автор рассказывает, как технологии заменили торговый зал биржи с его вопящими брокерами, трезвонящими телефонами и истерией, вызванной данными с телеграфной ленты, а также как все эти перемены повлияли на рынок ценных бумаг.

## Оглавление
Глава 1. Спрятанная на самом виду
Компания Spread Networks тайно строит оптоволоконную линию, рассчитывает стоимость миллисекунды и обзаводится клиентами.
Глава 2. Проблема Брэда
История Брэда Кацуяма, успешно делавшего карьеру в Royal Bank of Canada, пока не столкнулся с электронным трейдингом. Поиск ответа на вопросы: «Откуда возникает разница между фондовым рынком на экранах компьютеров и реальным рынком? Как законным путём кучка инсайдеров смогла проводить сделки с более высокой скоростью, чем остальной рынок, и, в сущности, обкрадывать инвесторов».
Глава 3. Проблема Ронана
История Брэда Кацуяма. Устройство высокочастотной торговли на бирже, способы манипулирования — и как на всем этом можно заработать.
Глава 4. По следам хищника
История Брэда Кацуяма: Команда, собранная Кацуяма начинает поиск «негодяев, присваивающих сбережения простых американцев», а находит кучку технарей (среди которых было много выходцев из России), не имевших понятия о том, чем, собственно, они занимались.
Глава 5. Лицом к лицу с HFT
История Сергея Алейникова: «кухня» электронных торгов Goldman Sachs.
Глава 6. Как занять миллиарды на Уолл-стрит
История Брэда Кацуяма. IEX: Как создать биржу, где были бы исключены возможности подтасовки.
Глава 7. И один в поле воин
История Брэда Кацуяма. IEX начинает работу, публикует правила своей работы и становится прозрачным темным пулом и сражается с недоброжелателями.
Глава 8. Муха в паутине
История Сергея Алейникова. Суд и мнения экспертов.
Эпилог. След ведет на Уолл-стрит

## Реакция
Манодж Наранг (англ. Manoj Narang) — генеральный директор Tradeworx, фирмы, занимающейся высокочастотной торговлей, утверждает, что в книге Льюиса больше вымысла, чем фактов, и что автору нужно изучить азы HFT.
Скотт Локлин (англ. Scott Locklin), специалист в области финансовой математики, в своей рецензии отмечает, что автор, претендующий на раскрытие темы высокочастотной торговли, ни разу не поговорил с трейдером, работающим в этой области.
Однако в главе «Благодарности» Майкл Льюис пишет, что все компании Уолл-стрит беспокоит, что некий журналист может о них написать, и они стремятся влиять на содержание любых посвященных им материалов. «С другой стороны, сотрудники этих компаний стали более цинично воспринимать своих работодателей и охотнее раскрывают теперь их тайные операции при условии сохранения анонимности. Как следствие, я просто не в состоянии выразить благодарность множеству сотрудников этих банков, HFT-фирм и фондовых бирж, которые откровенно рассказывали мне о своих организациях и помогали понять явления, казавшиеся мне непостижимыми», — отмечает автор.
В справочнике по финансовому регулированию, изданному Oxford University Press, книга Льюиса названа хорошо написанной и в основном точным вводным курсом в торговлю в режиме Dark Pool, опережающих сделок и откатов, однако отмечается, что в целом нарисованную автором картину можно назвать слишком мрачной.
Британский журналист и писатель Джон Ланчестер (англ. John Lanchester) в рецензии, опубликованной в London Review of Books, пишет, что прочитав книгу, не мог не думать обо всех светлых головах, которые могли бы стать компьютерными гениями, инженерами, физиками, океанографами, предпринимателями, о всей той страсти и энергии, которая исчезает в чёрной дыре денег и которая навсегда потеряна для продуктивной и интересной человеческой деятельности".

## Последствия
На следующий день после выхода книги ФБР объявило о начале расследования высокочастотного трейдинга, в частности возможных опережающих сделок, манипуляций рынком и инсайдерской торговли. И хотя ФБР не связало Flash Boys с расследованием, остальные это сделали.
Генеральный прокурор Нью-Йорка Эрик Шнейдерман (англ. Eric Schneiderman) также заявил о ведущемся расследовании высокочастотной торговли, отметив, что практика, связанная с опережающими сделками и ненадлежащим раскрытием информации, может быть незаконной.
Замечание Льюиса о том, что рынком манипулируют, стало предметом обсуждения. Мэри Джо Уайт (англ. Mary Jo White), председатель Комиссии по ценным бумагам и биржам, отвечая на вопрос, поставленный в книге Майкла Льюиса, утверждала на слушаниях в Конгрессе в апреле 2014 года, что финансовыми рынками США не манипулируют.
Бывший мэр Нью-Йорка Майкл Блумберг, обсуждая книгу Льюиса в интервью CNBC в мае 2014 года, заявил, что «системой не манипулируют».
1 мая 2014 года Комиссия по ценным бумагам и биржам объявила о штрафе в $4.5 млн, наложенном на Нью-Йоркскую фондовую биржу и две связанные с ней биржи, по обвинениям, связанным с книгой Майкла Льюиса. Биржи не признали, но и не отрицали предъявленные обвинения.

## Издания на русском языке
- Майкл Льюис. Flash Boys: Высокочастотная революция на Уолл-стрит = Flash  Boys A Wall Street Revolt. — М.: Альпина Паблишер, 2015. — 348 с. — ISBN 978-5-9614-4789-7.